# Виланова Биелезе
Вилано̀ва Биелѐзе (на италиански: Villanova Biellese; на пиемонтски: Vilaneuva 'd Biela, Виланеува ъд Биела) е село и община в Северна Италия, провинция Биела, регион Пиемонт. Разположено е на 232 m надморска височина. Населението на общината е 191 души (към 2010 г.).